# Ludwig-Harms-Kirche

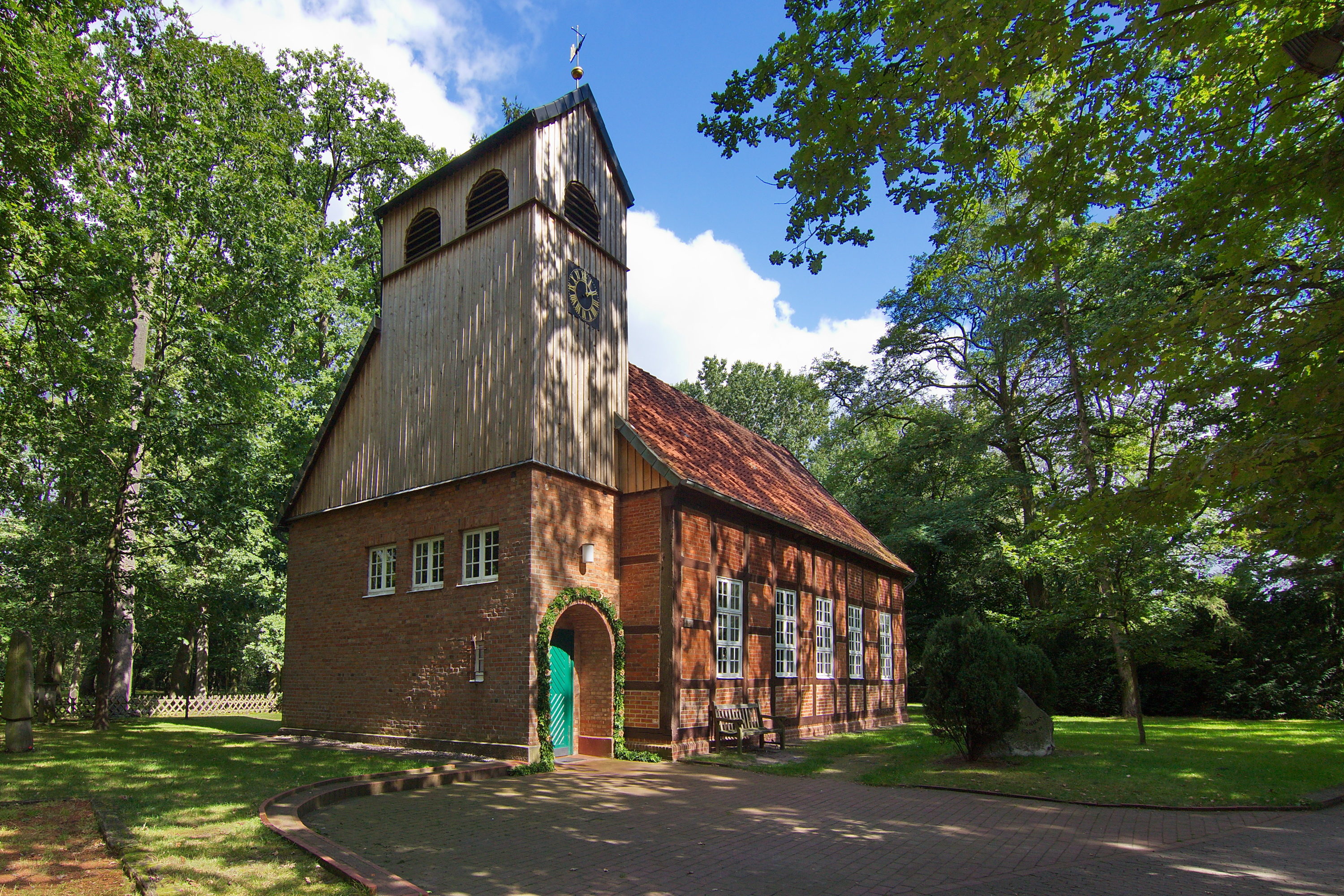
Ludwig-Harms-Kirche

Die evangelisch-lutherische, denkmalgeschützte Ludwig-Harms-Kirche steht in Fuhrberg, einem Stadtteil von Burgwedel der Region Hannover von Niedersachsen. Die Kirchengemeinde gehört zum Kirchenkreis Burgwedel-Langenhagen der Evangelisch-lutherischen Landeskirche Hannovers. Das Kirchengebäude wurde nach dem evangelischen Erweckungsprediger Ludwig Harms benannt.

## Beschreibung
Die gotische Kirche wurde 1678 wegen Baufälligkeit abgetragen und durch einen Neubau ersetzt. Dieser wurde 1768/69 gleichfalls abgebrochen und an höher gelegener Stelle wurde eine Fachwerkkirche errichtet. Das Holzfachwerk ist mit Backsteinen ausgefacht. 1930–32 wurde die Kapelle zur Kirche ausgebaut. Sie erhielt im Westen einen Anbau aus Backsteinen, das hinter dem Portal das Foyer beherbergt, und eine Sakristei aus Fachwerk im Osten, die bei der Sanierung von 1965 bis 1967 zum Chor umgestaltet wurde. Eine neue Sakristei wurde an der Nordseite geschaffen. 
Auf dem Anbau sitzt ein holzverschalter, querrechteckiger Glockenturm, der nach Süden aus der Mittelachse verschoben ist. In ihm hängen drei Kirchenglocken:
- Glocke 1 ist eine Stahlglocke mit dem Schlagton c″. Sie wurde 1952 vom Bochumer Verein gegossen.
- Glocke 2 ist eine Bronzeglocke mit dem Schlagton es″. Sie wurde 1974 gegossen.
- Glocke 3 ist auch eine Bronzeglocke. Sie hat den Schlagton f″ und wurde ebenfalls 1974 gegossen.

Der mit einer Empore im Westen versehene Innenraum ist mit einer Holzbalkendecke überspannt. 
Das barocke Altarretabel von 1687 auf der mittelalterlichen Mensa hat von Säulen flankierte Bilder, die das Abendmahl, die Kreuzigung und die Himmelfahrt darstellen. 
An Stelle eines früher genutzten Harmoniums erhielt die Kirche 1970 eine Orgel der Gebrüder Hillebrand Orgelbau mit zehn Registern, verteilt auf zwei Manuale und ein Pedal.